# (32375) 2000 QM169
2000 QM169 (asteroide 32375) é um asteroide da cintura principal. Possui uma excentricidade de 0.01809130 e uma inclinação de 9.06751º.
Este asteroide foi descoberto no dia 31 de agosto de 2000 por LINEAR em Socorro.